# Час релаксації
Час релакса́ції — період часу, за який збурення у виведеній із рівноваги фізичній системі зменшується в e разів (e — основа натуральних логарифімів).
Здебільшого позначається τ й має розмірність часу.
Згідно з принципом Лешательє-Брауна при відхилені фізичної системи від стану стійкої рівноваги виникають сили, які намагаються
повернути системи до рівноважного стану.
Якщо в стані рівноваги певна фізична величина f має значення {\displaystyle f_{0}}, причому відхилення від рівноваги {\displaystyle |f-f_{0}|\ll f_{0}}, то в першому наближенні можна вважати, що ці сили пропорційні відхиленню. Кінетичне рівняння для величини f запишеться у вигляді
{\displaystyle {\frac {df}{dt}}=-\lambda (f-f_{0})},
де λ — певний параметр, а знак мінус вказує на те, що реакція системи на збурення приводить до повернення до рівноважного стану.
Величина
{\displaystyle \tau ={\frac {1}{\lambda }}}
В такому випадку величина f змінюватиметься згідно із законом:
{\displaystyle f(t)=f_{0}+\Delta f_{0}e^{-t/\tau }\,},
де {\displaystyle \Delta f_{0}=f(0)-f_{0}} — початкове збурення.

## Використання
Наближення часу релаксації широко використовується при описі кінетичних процесів у фізиці, коли мова йде про кінетику встановлення рівноважного стану. Перехід від нерівноважного стану до рівноваги супроводжується дисипацією енергії і є незворотнім процесом. Встановлення рівноваги часто проходить кілька етапів, які характеризуються своїми окремими часами релаксації. Так, при збудженні молекул світлом встановлення теплової рівноваги відбувається за часи порядку {\displaystyle 10^{-12}} с, а от люмінесценція — випромінювання світла збудженими станами може мати характерні часи порядку наносекунд і навіть мікросекунд.
При описі багатьох фізичних процесів час релаксації береться як феноменологічний параметр, проте в окремих випадках його можна визначити через параметри мікроскопічних процесів, таких як ймовірність квантовомеханічного переходу чи переріз розсіювання.
Також фононне розсіювання відбувається коли крапля масла падає в калюжу.